# (4242) Brecher
(4242) Brecher (1981 FQ) – planetoida z grupy pasa głównego asteroid okrążająca Słońce w ciągu 5,53 lat w średniej odległości 3,12 j.a. Odkryta 28 marca 1981 roku.